# Советский писатель
«Сове́тский писа́тель» — советское и российское издательство, основанное в 1934 году. 
С 1938 года — издательство Союза советских писателей. 
С 1992 года работало на коммерческой основе. С 2009 года практически книг не издавало.

## История создания
При подготовке к проведению Первого Всесоюзного съезда писателей в 1933 году на базе издательства «Федерация» было организовано издательство оргкомитета Союза советских писателей «Советская литература». В следующем 1934 году к нему добавили два кооперативных издательства — Московское товарищество писателей и Издательство писателей в Ленинграде — и образовали издательство «Советский писатель». Издательство начало свою работу после Первого Всесоюзного съезда писателей, имело отделение в Ленинграде.

## Об издательстве
До 1938 года существовало как кооперативное издательство, с 1938 года — в ве́дении Союза советских писателей как издательство Союза писателей СССР . Первые книги были изданы в ноябре 1934 года. Издательство выпускало главным образом новинки советских авторов, принадлежало к верхнему уровню книгоиздательской системы СССР.
В советские годы издательство выпускало до 500 названий книг в год общим тиражом свыше 30 миллионов экземпляров, 40 % которых составляли переводные издания, в основном с языков народов СССР. Например в 1974 году — 375 названий тиражом 14 951 000 экземпляров.
С распадом Советского Союза и прекращением деятельности Союза советских писателей, издательство, по существу, перестало существовать в том виде, в котором оно функционировало в 1934—1991 годах. В 1992 издательство было преобразовано в товарищество с ограниченной ответственностью и на его основе было создано издательство «Современный писатель». Фактически здание было приватизировано Арсением Ларионовым, сдаваемо в аренду, переименовано им снова в «Советский писатель». В 1990-х, при помощи бывшего чиновника Союза писателей Владимира Савельева, половину здания захватила правозащитная группа «Гласность» С. И. Григорьянца. Но вскоре она была изгнана сотрудниками издательства. Дошло до кровопролития. Пропали архивы издательства, документы, фотографии и автографы писателей.
С 2009 года как издательство не функционировало. В связи с судом над А. Ларионовым, правительством Москвы предполагалось передать здание газете «Московский комсомолец». На 2020 год в здании находится ресторан Rossini, принадлежащий Александру Раппопорту.
Ленинградское отделение в 1992 году прекратило деятельность, его преемник — издательство «Петербургский писатель».

## Расположение
Изначально располагалось в Москве, в Малом Гнездниковском переулке. С 1974 года находилось по адресу: Москва, Поварская ул., дом 11, строение 1.
Ленинградское отделение с 1934 года располагалось в Доме книги (Невский проспект, 28), с 1980-х годов — на Литейном проспекте, 36 (Дом А. А. Краевского).

## История здания
Здание на Поварской в XVIII веке являлось частью городской усадьбы графов Олсуфьевых. Дом с флигелями и хозяйственными постройками стоял у сада, выходящего на Малую Молчановку. После пожара остаток усадьбы был куплен Черновым, у которого в 1829—1830 гг. её арендовала невестка бабушки М. Ю. Лермонтова Екатерина Апраксеевна Столыпина. Бабушка Арсеньева жила напротив тут же на Поварской. В середине XIX века дом разбили на квартиры, он сдавался внаём. Здесь жили писатели И. И. Лажечников, П. И. Мельников-Печерский, композиторы Н. А. Римский-Корсаков, М. И. Ипполитов-Иванов, известный врач-невропатолог А. Я. Кожевников и др. В конце XIX века усадьбы купила дочь Т. С. Морозова — Александра Тимофеевна Назарова. После её смерти в 1903 году, домом владела её дочь Юлия Александровна Стукен, заказавшая архитектору М. Ф. Бугровскому перестройку усадьбы. Были снесены флигели, надстроен главный дом, пристроен правый корпус, декоративными оконными филёнками, балкон украсили полуколонны и гермами с женскими масками. Усадьбу обнесли кованой оградой с большими въездными воротами. По всему периметру здания устроен большой подвал. 
В 1917 году Ю. Стукен уехала во Францию, и в доме разместился 6-й Дом Советов, где по 1925 год жили партийные деятели Л. Б. Красин, Н. Нариманов (на доме памятная доска). Тут же находился Рабкрин (Наркомат рабоче-крестьянской инспекции) с И. В. Сталиным во главе. В 1932 году главный дом усадьбы достроен двумя этажами. 
С 1974 года в здании находилось издательство «Советский писатель». К 2021 году здесь находится ресторан.